# Государственный центральный музей кино
Госуда́рственный центра́льный музе́й кино́ — российское государственное учреждение, занимающееся активной просветительской и научной деятельностью в области истории и теории кино. Основан в марте 1989 года на базе реорганизованного Музейного отдела Всесоюзного Бюро пропаганды киноискусства. С момента открытия и до ноября 2005 года Музей кино располагался в Киноцентре на Красной Пресне, где были созданы фондовые коллекции, отражающие кинокультуру России на протяжении всей истории её развития, проводились регулярные показы шедевров мирового кино, лекции киноведов, философов, критиков, режиссёров, фестивали российского и зарубежного кино, семинары по теоретическим проблемам кинематографа.
С конца 2005 года музей не имел собственного помещения, фонды Музея кино располагались на территории киностудии «Мосфильм», а кинопоказы и другие музейные мероприятия проходили на различных площадках Москвы.
 Директор Центрального музея кино до 1 июля 2014 года — Наум Клейман, с июля 2014 года — Лариса Солоницына, с августа 2022 — Лариса Баженова.
В октябре 2017 года музей вновь открыт для посетителей в павильоне № 36 на ВДНХ.

## История создания
Отечественный Музей кино имеет долгую предысторию — идея сохранять произведения кинематографа и предметы, связанные с его историей, высказывалась деятелями ещё дореволюционного российского кино. В апреле 1922 года по итогам доклада заведовавшего Всероссийским Фотокинематографическим Отделом Григория Болтянского Государственным учёным советом Наркомпроса была предпринята первая попытка организации киномузея, окончившаяся принятием постановления. Но уже летом 1925 года Григорий Болтянский, возглавлявший теперь Кинокабинет в Государственной Академии художественных наук (ГАХН), добился организации музея — решения Худсовета Главнауки, согласно которому учреждался оргкомитет с участием представителей всех относящихся к кинопроизводству госструктур:

Кинокабинет ГАХН считает необходимым обратить внимание киноорганизаций и отдельных лиц на огромную историческую ценность отдельных предметов, документов, литературы, сценариев, фото и всяких иных материалов, которые на первый взгляд и в текущую минуту не представляются ценными. Обращая внимание на необходимость в дальнейшем бережного хранения всяких материалов, имеющих отношение к кинопостановкам, кинотехнике, биографии отдельных работников и т. д., кинокабинет просит киноорганизации и отдельных лиц помочь ему в возможно более полном восстановлении в предметах и материалах всей истории кино у нас.
— Кинокабинет ГАХН. Комитет по организации киномузея, декабрь 1925
За несколько лет в помещениях ГАХН на Пречистенке, 32 было собрано: несколько сот фильмов (лучших дореволюционных, иностранных и советских), 3000 образцов киноплакатов, кино-библиотека редких книг, автографы и письма деятелей русского кино первых лет и другие документы, историческая киноаппаратура.
 Однако, в 1931 Академию упразднили, и собранные усилиями Болтянского материалы частично разошлись по разным архивам (коллекция фильмов была передана в фильмотеку Государственного института кинематографии), частично пропали.
В 1947 году по ходатайству Сергея Эйзенштейна в Институте истории искусств Академии наук СССР был учреждён Сектор истории кино, а в 1948 году — киноархив «Госфильмофонд СССР», создание же полноценного музея вновь было отложено на неопределённое время.
В 1959 году при Союзе кинематографистов СССР возникло находящееся в прямом подчинении подразделение — Всесоюзное Бюро пропаганды советского киноискусства (ВБПСК), созданное для организации фестивалей, встреч кинематографистов со зрителями и другой просветительской работы, изданий печатной продукции (заведующий — Наум Клейман). Правление Союза кинематографистов СССР организовало музейную комиссию под руководством режиссёров Леонида Трауберга и Сергея Юткевича. Из-за нужд в кинолектории Союза кинематографистов СССР, а заодно и киномузея в 1970 году началось проектирование здания киноцентра на месте Краснопресненских бань (снос был завершён только к Олимпиаде — 80). Проект много раз пересматривался, в печати на страницах «Советского экрана» 70-х шли оживлённые дискуссии и дебаты о том, каким киноцентру быть, но первоочередность размещения в нём Центрального кинолектория Союза кинематографистов СССР и Музея кино всегда сохранялась. К строительству здания между улицами Красная Пресня и Заморёнова приступили лишь в 80-х на выделенные Союзом собственные средства, при этом киноцентр решили объединить в единый ансамбль с венгерским торговым представительством, возведённом в 1983 году.
В 1984 году при Бюро пропаганды советского киноискусства заработал музейный отдел, реорганизованный к марту 1989 года в Центральный музей кино при ВТПО «Киноцентр» (Всесоюзное творческо-производственное объединение «Киноцентр» было образовано 23 апреля 1987 на базе Всесоюзного бюро пропаганды киноискусства).

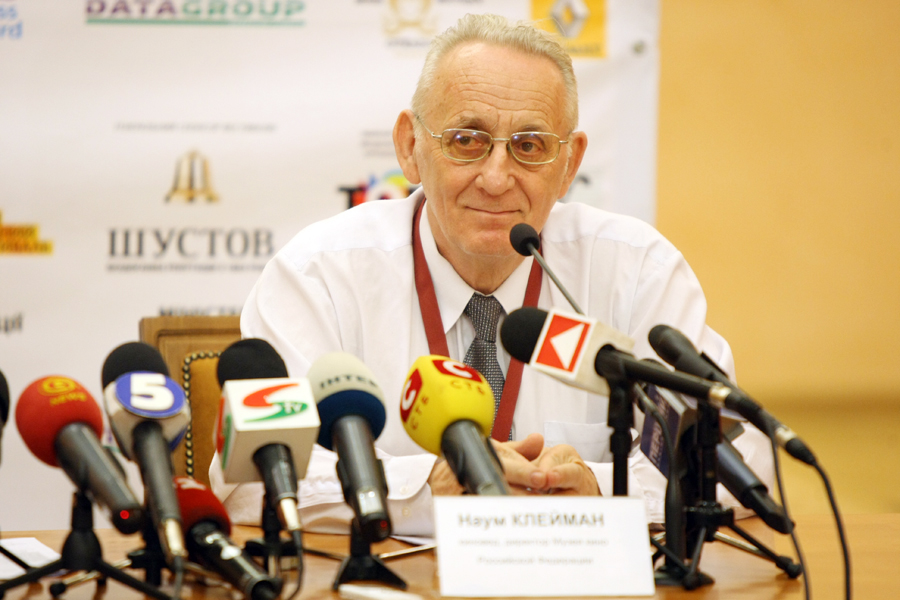
Наум Клейман, создатель и первый директор Музея кино, президент (21.07—7.11.2014)

Рождение Центрального музея кино совпало со 100-летием Чарлза Спенсера Чаплина, и леди Уна Чаплин совместно с фирмой «Баблз» подарила Музею фильм «Великий Диктатор» (1940). Он и стал фильмом открытия Большого зала «Киноцентра» 31 марта 1989 года. В наконец достроенном здании общей площадью 22 тыс. м² помимо типографии, слайдового цеха, издательства ВТПО «Киноцентр», ресторана, всевозможных развлекательных и коммерческих начал расположились фондовые хранилища, выставочные залы и система из шести кинозалов, в которых шли кинопрограммы отечественного и мирового кино, составленные по тематическому и хронологическому, историческому принципу.
В связи с акционированием «Киноцентра» в 1992 году по инициативе Конфедерации союзов кинематографистов СНГ, Союза кинематографистов России и Государственного комитета Российской Федерации по кинематографии Музей кино стал самостоятельной некоммерческой культурно-просветительской организацией. В 2001 году было принято решение о придании Музею кино статуса государственного. С упразднением в 2008 году Федерального агентства по культуре и кинематографии напрямую подчиняется Министерству культуры РФ.

## Деятельность
Три основных вида деятельности Музея кино:
- собирание, систематизация и описание документов и материалов по истории кинокультуры;
- организация фондовых, тематических и персональных выставок, связанных с кинематографом;
- систематизированный показ лучших фильмов, вошедших в сокровищницу отечественного и зарубежного кинематографа или ставших заметными явлениями текущего кинопроцесса.

### Коллекции и выставки
В основу комплектования Музея положены представления об истории изобретения кинематографа, о кино как неотъемлемой части общей культуры нашей страны и всего мира, о целостности истории кинопроизводства (во всех его проявлениях и формах), о фильме как о результате слияния множества усилий и творческих устремлений специалистов разных профессий, объединённых единым замыслом режиссёра, о жизненном и творческом пути кинематографистов, а также о послесъемочном кинопроцессе (премьеры, фестивали, прокат и т. п.) как части социально-культурной жизни.
В состав коллекции Музея кино входят:

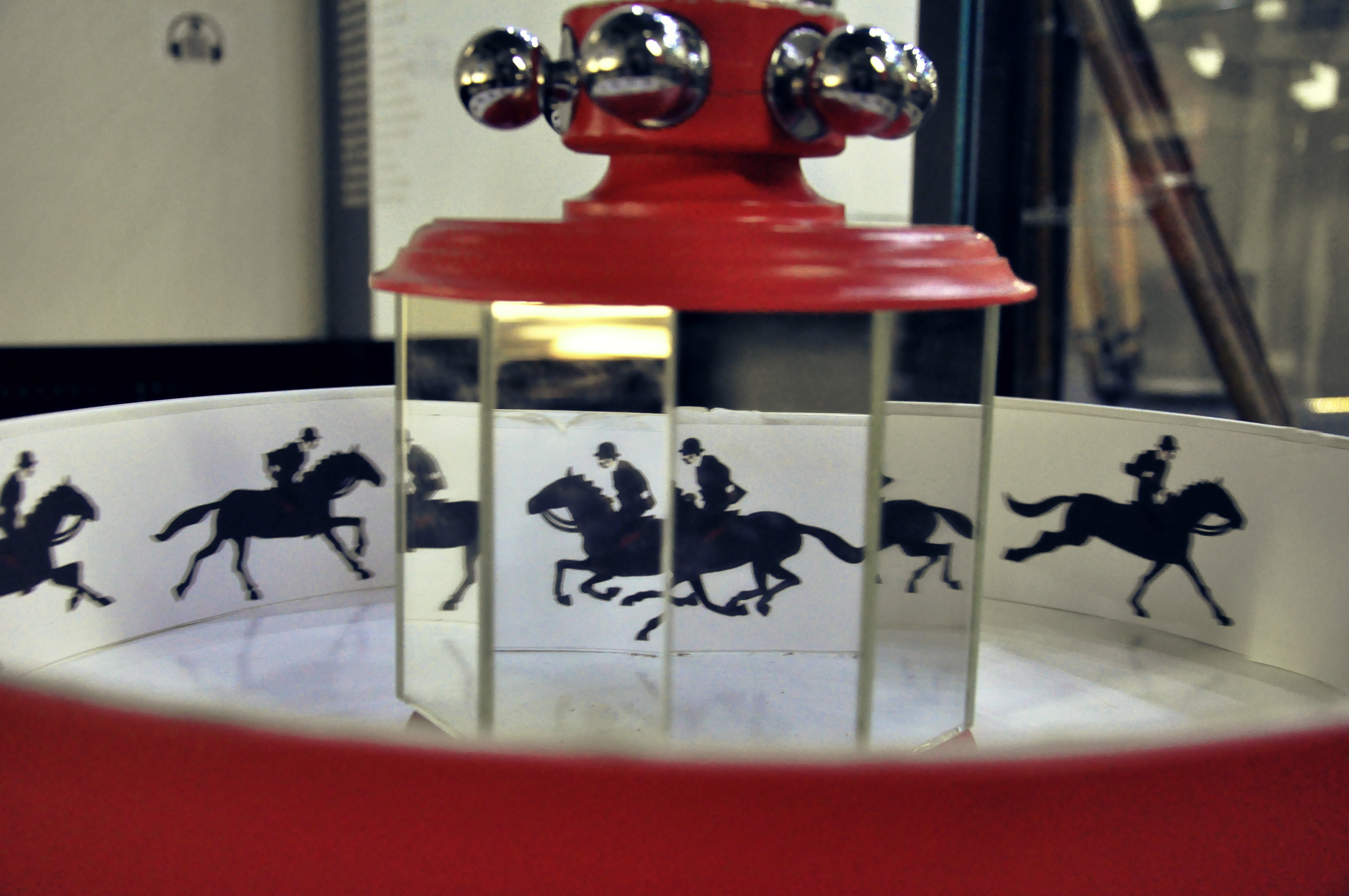
Действующий праксиноскоп со всадником

- Изобразительный фонд (эскизы декораций, костюмов, персонажей, раскадровки, экспликации, эскизные наброски, зарисовки натуры, реквизита и типажей, архитектурные разработки, планировки декораций и прочие материалы, отражающие работу художников кино);
- Фонд анимации (раскадровки, эскизы сцен, персонажей, декораций, кукол, перекладки, а также графические оригинал-макеты диафильмов, созданных на студии «Диафильм» в 1960—80-е годы);
- Фототека — самое большое по объёму собрание Музея кино. В нём представлены негативы на плёнке и на стекле (оригиналы и дубль-негативы), авторское и рекламное фото, слайды и открытки, срезки кинокадров, вошедших и не включённых в монтаж фильма, а также срезки и фотографии несохранившихся фильмов;
- Фонд киноплакатов и афиш (отечественные и зарубежные плакаты и афиши к фильмам, пригласительные билеты, программы творческих вечеров кинематографистов и другая рекламная продукция, начиная с 1900-х годов).
- Рукописный фонд (более 20 тыс. единиц хранения — архивы киноорганизаций и личные архивы кинематографистов, переданных в дар, либо купленных музеем у фондодержателей);
- Фонд редкой книги (более 2 тыс. единиц хранения, включает фонд редкой книги и научную библиотеку);
- Предметно-мемориальный фонд (предметная среда кинематографа на протяжении всей его истории: докинематографическая техника, кино- звуко- и светотехника, аппаратура для монтажа, предметы реквизита, костюмы, макеты декораций и макеты для комбинированных съёмок, а также вещи, принадлежавшие известным кинематографистам)[10]

В течение одиннадцати лет работа с фондами была серьёзно затруднена из-за отсутствия помещения. Хранение коллекций Музея осуществлялось на киностудии «Мосфильм» благодаря Карену Шахназарову, её директору, но научная деятельность в прежнем масштабе не велась. По тем же причинам не было постоянных экспозиций, временные выставки проводились периодически в сотрудничестве с рядом музеев Москвы и различными культурными организациями.

### Синематека
Наиболее востребованный вид деятельности Музея кино — кинопоказы картин, оставивших след в развитии киноискусства, — как классических шедевров мирового кинематографа, так и популярнейших лент прошлого, и экспериментальных работ, а также наиболее интересных в художественном отношении современных фильмов.
Образовательная программа «Век кино» знакомит зрителя с развитием художественных направлений и школ в истории киноискусства. В период с 1992 по 2005 год, когда Музей кино располагался в здании Киноцентра на Пресне и располагал четырьмя (первоначально шестью) кинозалами на 40—200 мест, регулярно проводились также заседания тематических киноклубов: «Японского», «Немецкого», «Оперного», «Анима-клуба» и других. Ежегодно Музей кино представляет свою ретроспективную программу на Московском международном кинофестивале.
Музей активно участвует в международной культурной деятельности, сотрудничая с зарубежными культурными организациями, посольствами, что позволяет организовывать уникальные программы японского, итальянского, немецкого, чешского, польского, финского кино и кино других стран мира. Ежегодно проводятся показы фестиваля современного итальянского кино «N.I.C.E.».
С 2006 года показы Музея кино в Москве проводились при взаимодействии с Центральным домом Художника, муниципальным кинотеатром «Салют» и — от раза к разу — с культурными организациями Москвы («Театральный центр на Страстном» и др.) Несколько лет Музей развивал региональные синематеки — в Перми, Норильске, Владикавказе и Беслане.
В 2012—2014 годах показы Музея кино в Москве проходили в Общественном центре «Моссовет», Музее искусства народов Востока и кинотеатре «Пионер».

## Ситуация с помещением музея
В 1992 году Киноцентр на Пресне был акционирован, а Музей кино, по инициативе Конфедерации союзов кинематографистов СНГ, Союза кинематографистов России (СК) и Госкино РФ был выделен в самостоятельную организацию, за которой в здании Киноцентра согласно разделительному балансу закрепили площадь в 1120 кв. м. Акции Киноцентра были распределены между союзами кинематографистов бывших союзных республик СССР, которые со временем эти акции продали и основным акционером ЗАО «Киноцентр» стала болгарская фирма; за российским СК осталась доля в 32 %. Доходы от сдачи в аренду помещений Киноцентра были для СК России, который в 1997 году возглавил Никита Михалков, чуть ли не единственным источником дохода.
В 2004 году на съезде Союза кинематографистов было принято решение о продаже принадлежащих Союзу акций ЗАО «Киноцентр», при этом решение особо оговаривало, что Музей кино останется в здании Киноцентра до тех пор, пока для него не будет найдено новое помещение. Договор на продажу принадлежащих СК акций вскоре был заключён. Однако через некоторое время Никита Михалков, вопреки решению съезда, подписал дополнительное соглашение к договору, согласно которому музей должен был освободить помещение до конца 2005 года. После выселения музея Михалков стал председателем совета директоров ЗАО «Киноцентр».
К 2005 году сложилась ситуация, когда Музей был вынужден покинуть своё помещение. С конца 2005 года фондовые хранилища Музея кино располагались на территории киноконцерна «Мосфильм», а кинопоказы, выставки и другие музейные мероприятия проходили на различных площадках Москвы.
С октября 2014 года одной из официальных площадок Музея кино стал Центральный Дом кино.
История с потерей Музеем кино кинозалов и хранилищ имела широкий общественный резонанс, что позволило (несмотря на различные общественные ситуации и совершенно иной масштаб последствий) провести исторические параллели с защитой Французской синематеки и Анри Ланглуа в 1968 году в Париже.
В период, когда конфликт вошёл в наиболее активную стадию, заняла активную позицию и общественность. Письмо с выражением протеста против выселения Музея кино, размещённое в сети Интернет, подписали более 6000 человек. Зрителями синематеки (впоследствии — «Обществом друзей Музея кино») было организовано несколько митингов и пикетов в поддержку Музея кино, собравших несколько сотен участников. Политической окраски эти акции не имели, в 2004 году участники требовали оставить Музей в старом здании, в 2005 — предоставить синематеке новое помещение, позволяющее работу с архивами и коллекциями, проводить киносеансы.
На митингах прозвучали выступления режиссёров Александра Митты, братьев Дарденн, киноведов Александра Трошина и Андрея Плахова и др. Слова поддержки Музею кино передали известные российские и зарубежные кинематографисты: Бернардо Бертолуччи, Квентин Тарантино, директор Венецианского фестиваля Марко Мюллер и др. Группа молодых российских кинорежиссёров — Алексей Герман-мл., Андрей Звягинцев, Илья Хржановский и др. — постаралась привлечь внимание европейской общественности к проблемам Музея кино на 62-м кинофестивале в Венеции. Поддержку музею кино высказывала Международная федерация кинопрессы, по просьбе немецких кинематографистов канцлер ФРГ Герхард Шрёдер поднимал этот вопрос на встрече с Владимиром Путиным. Эммануил Филиберто Савойский, наследник итальянского престола, в ходе Венецианского фестиваля 2004 года вручил Науму Клейману крупную премию, объяснив это желанием сохранить музей, который хотят закрыть.
На рубеже 2009—2010 годов в качестве одного из возможных вариантов для размещения музея рассматривался Музейный городок Музея имени Пушкина, проектированием которого занимался архитектор Норманн Фостер.
По информации СМИ, в апреле 2013 года министерство культуры предложило Науму Клейману оставить должность директора музея, пообещав взамен решить вопрос о размещении учреждения в здании на Зубовском бульваре. Клейман от этого предложения отказался, так как оно предполагало размещение Музея кино в одном здании с мини-отелем и ночным клубом, но без пространства для хранения фондов.
20 ноября 2013 года на первом заседании Общественного совета по возрождению Музея была обнародована концепция и проект размещения на площадях Научно-исследовательского кинофотоинститута (НИКФИ), для чего здание института должны были реконструировать и возвести новый корпус.
13 января 2014 года на встрече с журналистами по случаю Дня российской печати Владимир Мединский отказался от идеи переезда в НИКФИ по причине того, что только часть здания принадлежит государству; также он отверг предложение Константина Эрнста о размещении учреждения в помещениях бывшего завода «Серп и Молот».
25 мая 2015 года между ФГБУК «Государственный центральный музей кино» и ОАО «ВДНХ» заключён договор о долгосрочной аренде павильона ВДНХ № 36 (бывшее название — «Переработка сельскохозяйственной продукции»). В новом пространстве обещали разместить три кинозала для показа фильмов из коллекции музея, оборудовать зоны для постоянной экспозиции и тематических выставок, аудитории для проведения лекций по истории и теории киноискусства, открыть кафе и фирменный магазин. В 2016 году в основном корпусе павильона (5,5 тыс. м²) был осуществлён капитальный ремонт, второй корпус был реконструирован для фондохранилищ (970 м²), научно-образовательных и офисных помещений. После переезда и приспособления всех помещений для полноценной деятельности музея 20 октября 2017 года состоялось открытие.

## Конфликт между новым директором и коллективом музея
На первом заседании Общественного совета в связи необходимостью в совершенствовании управленческой структуры было решено назначить Наума Клеймана Президентом Музея. Клейман предложил на пост директора своего тогдашнего заместителя Максима Павлова, министерство — советника министра культуры Алексея Кучеренко.
В начале июля 2014 года министр культуры В. Мединский назначил директором музея Ларису Солоницыну, до этого работавшую редактором газеты Союза кинематографистов «СК новости». Наум Клейман, бессменный директор музея со дня основания, с 21 июля 2014 года занял должность президента, которая, однако, не была закреплена в уставе музея, согласно которому вся полнота административной власти принадлежит директору учреждения. Пресса отмечала, что Солоницына — «креатура» и «человек из команды» Никиты Михалкова, с которым у музея был давний конфликт, закончившийся выселением музея из здания Киноцентра. Приближённым человеком к Михалкову называл Солоницыну Даниил Дондурей.
В октябре 2014 года сотрудники музея обратились к директору департамента культурного наследия министерства культуры Михаилу Брызгалову и советнику президента Владимиру Толстому с выражением недоверия Солоницыной. Поддержку сотрудникам высказала Гильдия киноведов и кинокритиков, опубликовавшая петицию, в которой осудила «авторитарные методы» нового руководителя музея и выразила «решительное недоверие министру культуры Российской Федерации В. Р. Мединскому и проводимой им политике». В конце октября научные сотрудники музея в полном составе написали заявления об увольнении. На сайте музея было опубликовано открытое письмо сотрудников учреждения Мединскому, в котором они изложили причины своего поступка, среди которых были названы авторитаризм, грубость и непрофессионализм нового директора. В ответ на это заместитель Мединского Елена Миловзорова заявила, что у министерства нет претензий к Солоницыной и отметила, что в ходе проведённой проверки в деятельности прежнего руководства музея были выявлены нарушения, в частности не был выполнен госзаказ и допущено неправомерное расходование средств на сумму свыше 4 млн рублей.
По словам Наума Клеймана, Миловзорова «передёргивает факты»: «министерская ревизия получила объяснение и сочла их удовлетворительными — в окончательном акте результатов проверки эти претензии отсутствовали. Задача наших обвинителей — очернить нас и обелить себя». Поддержку Клейману выразили Карен Шахназаров, Павел Лунгин, Валерий Тодоровский, Андрей Звягинцев и Андрей Прошкин.
30 октября 2014 года издание Sight & Sound опубликовало на сайте Британского института кино открытое письмо на имя Дмитрия Медведева с выражением беспокойства о ситуации вокруг Музея. Письмо подписали Тильда Суинтон, режиссёр Марк Казинс и Тьерри Фремо.

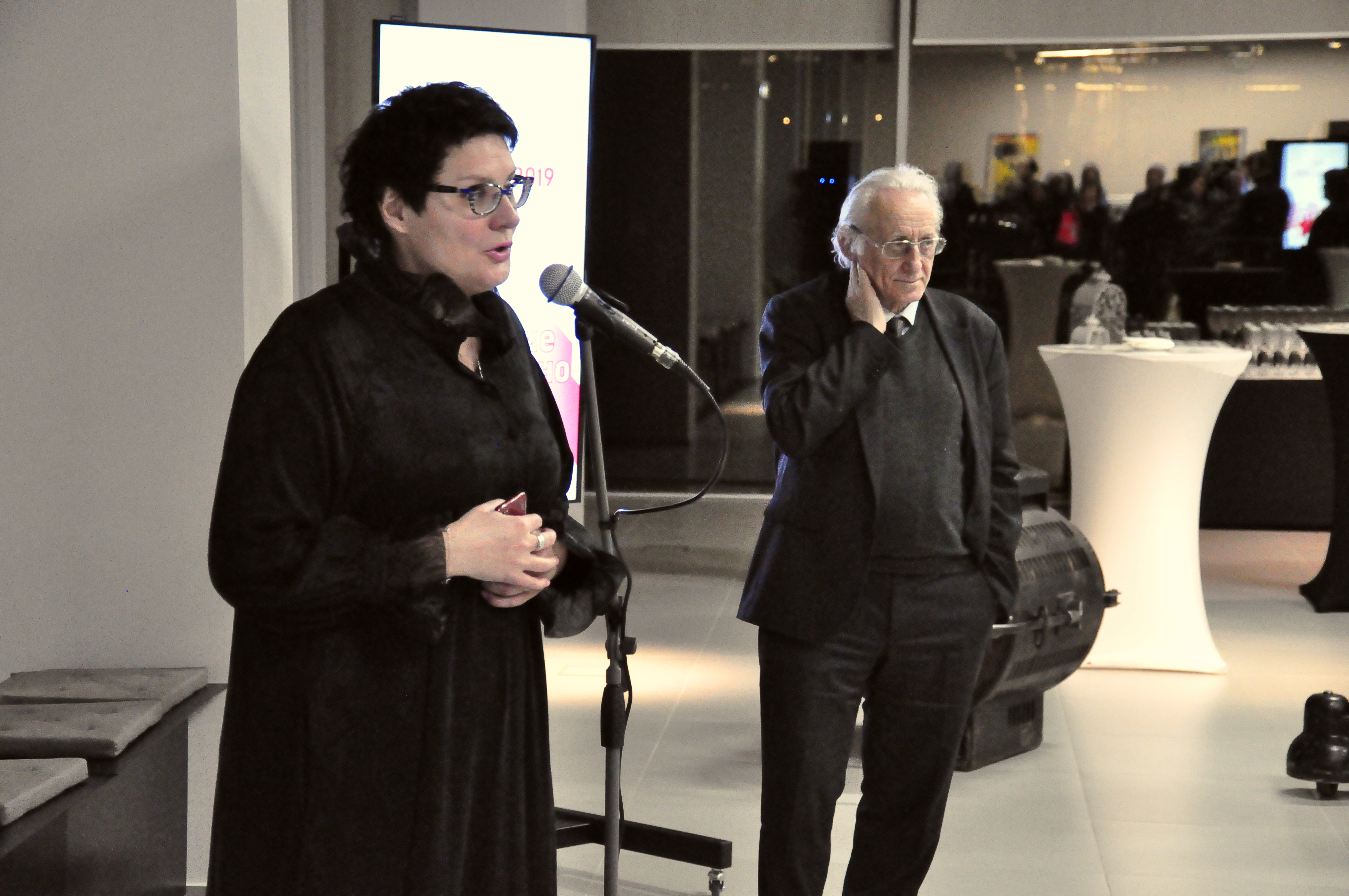
Л. Солоницына и Н. Клейман на 30-летии Музея кино, март 2019

 Впоследствии к обращению присоединились несколько сотен кинематографистов, среди них: Эжен Грин, Жан-Мишель Фродон, Педру Кошта, Жан-Мари Штрауб, президент Каннского кинофестиваля Жиль Жакоб, Бела Тарр, директор Берлинале Дитер Косслик, Мика Каурисмяки, Маргарета фон Тротта, Вим Вендерс, Люк Дарденн, Агнешка Холланд, Кен Лоуч, Йос Стеллинг.
5 ноября 2014 года на Секретариате Союза кинематографистов рассматривался вопрос о Музее кино, большинством голосов постановили поддержать Солоницыну. Наум Клейман уговорил своих сотрудников отозвать их заявления об увольнении, большинство согласились. Наум Клейман покинул созданный им Музей 7 ноября 2014 года. В знак солидарности со своим учителем по собственному желанию из Музея уволилось 6 сотрудников, не являвшихся хранителями фондов.

## Директора
- Наум Клейман (1992—2014)
- Лариса Солоницына (2014—2022)
- Лариса Баженова (с августа 2022)